# Bulwark-klassen
Bulwark-klassen blev den sidste serie af træbyggede linjeskibe, der blev påbegyndt af den britiske flåde Royal Navy. De var en del af flådens 1859-program. Det gjorde i første omgang ingen forskel, at Frankrig allerede var begyndt at bygge panserskibe, og at Royal Navy havde lagt kølen til sit første panserskib Warrior i maj 1859. Flådeledelsen ville have sine linjeskibe, og det på trods af, at Frankrig ikke havde påbegyndt et linjeskib siden 1855. Først i marts 1861 blev byggeprogrammet standset. Syv af skibene blev i stedet bygget færdige som panserskibe, to blev skrottet og de sidste tre blev ikke påbegyndt. De to skrottede var Bulwark og Robust, der var næsten færdige, og man lod dem ligge – hvis der nu skulle blive brug for dem – frem til ophugningen i hhv. 1873 og 1872.

## Baggrund
I årene efter Krimkrigen foretrak den britiske flådeledelse linjeskibe, der skulle bygges som store to-dækkere med 101 eller 91 kanoner. Man udviklede designet, her citeret fra et vidneudsagn: "Typen med 101 kanoner blev redesignet i en 400 ton større udgave, med maskineri på nominelt 800 HK (Duncan-klassen). 91'erne fik tilsvarende maskineri og deres ekstra tonnage blev primært brugt til at gøre den 4,5 meter længere, så de fik et højere længde/bredde-forhold og finere linjeføring (HMS Defiance)". I 1859-programmet blev de to typer slået sammen til et 91-kanoners design med samme dimensioner som typen med 101 kanoner. To skibe, der blev bygget efter disse planer – Bulwark og Robust, sidstnævnte påbegyndt som 101-kanoners – blev beholdt på bedding indtil 1872, mens syv andre blev ændret til panserskibe. Disse store to-dækkere afslørede de klassiske symptomer på skrøbelig konstruktion, såsom utætte samlinger, og de demonstrerede dermed, at træ var uegnet som byggemateriale for de største skibsklasser.
Det første britiske søgående panserskib, HMS Warrior, blev køllagt i maj 1859, og inden årets udgang havde man påbegyndt yderligere tre. Alligevel fortsatte Royal Navy med at ombygge gamle linjeskibe, så de fik maskineri som supplement til sejlene, og man bestilte de nye todækkere af Bulwark-klassen. Målet var at have lige så mange linjeskibe som Frankrig og Rusland – de næststørste flådemagter – tilsammen. I de år var der stor usikkerhed om værdien af panserskibene. Så man anså det for fornuftigt at fortsætte med at bygge upansrede linjeskibe med maskineri, fordi de ville være "den gængse målestok for sømagt i en del år." 
Ikke før i marts 1861 standsede man bygningen af Bulwark-klassen. De blev liggende på stabelen mens man søsatte det lidt mindre linjeskib HMS Defiance den 27. marts 1861. Bulwark-typen kunne ombygges til panserskibe, hvis man ønskede det, så de blev holdt i reserve til det formål. Man fortsatte også med at lægge maskineri i de gamle sejl-linjeskibe, så HMS Albion (fra 1842) og HMS Bombay (fra 1828) blev afleveret fra værfterne henholdsvis 21. maj og 25. juni 1861.

## Design
Som nævnt var Bulwark-klassen baseret på 101-kanonersskibene af Duncan-klassen. Dimensionerne var de samme, men skibenes opbygning blev styret af en ny plan, der var dateret 29. juli 1858. Denne plan tog højde for, at der var færre kanoner, og der blev bedre plads til dem, så de kunne anvendes mere effektivt.

## Skibsdata
Tabellen viser de vigtigste datoer i Bulwark-klassens historie.
| Skib                               | Værft                                        | Køllagt                                      | Arbejde indstillet                           | Ombygget til panserskib                      | Søsat                                        | Færdigt                                      | Ophugget                                     |
| ---------------------------------- | -------------------------------------------- | -------------------------------------------- | -------------------------------------------- | -------------------------------------------- | -------------------------------------------- | -------------------------------------------- | -------------------------------------------- |
| Bulwark                            | Chatham                                      | 8. marts 1859                                | 7. marts 1861                                |                                              |                                              |                                              | Marts 1873                                   |
| Robust                             | Devonport                                    | 31. oktober 1859                             | 22. marts 1861                               |                                              |                                              |                                              | August 1872                                  |
| HMS Repulse                        | Woolwich                                     | 19. april 1859                               |                                              | 1866                                         | 25. april 1868                               | 31. januar 1870                              | 1889                                         |
| HMS Zealous                        | Pembroke                                     | 21. oktober 1859                             |                                              | 1864                                         | 7. marts 1864                                | 4. oktober 1866                              | 1886                                         |
| HMS Royal Alfred                   | Portsmouth                                   | 1. december 1859                             |                                              | 22. juni 1861                                | 15. oktober 1864                             | 23. marts 1867                               | 1885                                         |
| HMS Royal Oak                      | Chatham                                      | 1. maj 1860                                  |                                              | 3. juni 1861                                 | 10. september 1862                           | April 1863                                   | 1885                                         |
| Triumph, omdøbt til Prince Consort | Pembroke                                     | 13. august 1860                              |                                              | 6. juni 1861                                 | 26. juni 1862                                | April 1864                                   | 1882                                         |
| HMS Ocean                          | Devonport                                    | 23. august 1860                              |                                              | 3. juni 1861                                 | 19. marts 1862                               | Juli 1866                                    | 1886                                         |
| HMS Caledonia                      | Woolwich                                     | 10. oktober 1860                             |                                              | 6. juni 1861                                 | 24. oktober 1862                             | April 1865                                   | 1886                                         |
| Blake                              | Bestilt, men aldrig køllagt. Afbestilt 1863. | Bestilt, men aldrig køllagt. Afbestilt 1863. | Bestilt, men aldrig køllagt. Afbestilt 1863. | Bestilt, men aldrig køllagt. Afbestilt 1863. | Bestilt, men aldrig køllagt. Afbestilt 1863. | Bestilt, men aldrig køllagt. Afbestilt 1863. | Bestilt, men aldrig køllagt. Afbestilt 1863. |
| Kent                               | Bestilt, men aldrig køllagt. Afbestilt 1863. | Bestilt, men aldrig køllagt. Afbestilt 1863. | Bestilt, men aldrig køllagt. Afbestilt 1863. | Bestilt, men aldrig køllagt. Afbestilt 1863. | Bestilt, men aldrig køllagt. Afbestilt 1863. | Bestilt, men aldrig køllagt. Afbestilt 1863. | Bestilt, men aldrig køllagt. Afbestilt 1863. |
| Pitt                               | Bestilt, men aldrig køllagt. Afbestilt 1863. | Bestilt, men aldrig køllagt. Afbestilt 1863. | Bestilt, men aldrig køllagt. Afbestilt 1863. | Bestilt, men aldrig køllagt. Afbestilt 1863. | Bestilt, men aldrig køllagt. Afbestilt 1863. | Bestilt, men aldrig køllagt. Afbestilt 1863. | Bestilt, men aldrig køllagt. Afbestilt 1863. |

## Ombygning til panserskibe
Da bygningen af Bulwark og Robust blev standset i marts 1861, var man nået langt med konstruktionen. Flådens Controller fik lavet planer for en ombygning af Bulwark til brystværnsmonitor, men disse planer blev ikke brugt. Som chefkonstruktøren Edward Reed skrev, var annulleringen en fornuftig ide, for skibene ville være blevet både dårligere og dyrere end tilsvarende nybyggede skibe med jernskrog. "I krigstid ville den hastighed, hvormed skibene kunne ombygges til panserskibe, sikkert overtrumfe disse indvendinger." Bulwark og Robust blev til sidst hugget op i henholdsvis marts 1873 og august 1872.
De øvrige syv påbegyndte skibe af Bulwark-klassen var man ikke nået ret langt med, og de blev i stedet færdigbygget som panserfregatter.
Triumph, der blev omdøbt til HMS Prince Consort, HMS Ocean og HMS Caledonia blev bredsidearmerede panserskibe med nominelt 1.000 HK. HMS Royal Oak blev ombygget tilsvarende, men beholdt sin maskine på nominelt 800 HK. De bliver samlet omtalt som Prince Consort-klassen.
HMS Royal Alfred, HMS Zealous og HMS Repulse blev færdigbygget som kasematskibe.

## Eksterne links
- Wikimedia Commons har flere filer relateret til Bulwark-klassen